# Iotti
Carlos Henrique Iotti (Caxias do Sul, 27 de fevereiro de 1964), mais conhecido como Iotti, é um jornalista e cartunista brasileiro, mais conhecido como o criador do personagem Radicci.
Neto de italianos, aos dezesseis anos procurou fazer carreira com o desenho e, depois de concluir o curso de Jornalismo na UFRGS, criou os primeiros personagens. 

## Quadrinhos
Em 1983, no jornal Pioneiro, nasceu Radicci, talvez o mais popular de seus personagens (depois veio a família do Radicci: a mulher Genoveva, o filho Guilhermino, o pai Anacleto e outros).
Radicci nasceu meio super-herói, mas acabou mudando, e encarnou o mais legítimo colono italiano. O personagem Radicci esteve em rádios, revistas, televisão e até na Copa do Mundo. Em 1997 Iotti ganhou o HQ Mix, prestigiado prêmio de quadrinhos brasileiro.

## Cidadania italiana
Em abril de 2008, Iotti foi o candidato brasileiro com a maior votação nas eleições italianas. Ele recebeu 13.920 votos e ficará no cargo de suplência no Senado italiano.